# Saint-Jean-de-Savigny
Pour les articles homonymes, voir Saint-Jean.
Saint-Jean-de-Savigny est une commune française, située dans le département de la Manche en région Normandie, peuplée de 422 habitants.

## Géographie
La commune est aux confins du Bessin et du pays saint-lois. Son bourg est à 3 km à l'est de Saint-Clair-sur-l'Elle, à 12 km au sud-ouest du Molay-Littry, à 13 km à l'ouest de Balleroy et à 13 km au nord-est de Saint-Lô.
La commune regroupe plusieurs hameaux : Clouay, Château de Rochefort, le Moulin Levesque, les Duchemins, le Mesnil, la Boutellerie, la Tanerie, la Rocque, Aubraine, Hôtel Cocquet, la Haute Cour, les Auvray, le Lieu Féron, le Vacheul, le Bas Boulay, le Haut Boulay, le Capet, les Fresnes, la Fétrie, la Verderie, Hameau Lorillu, le Lieu Lucet, la Totainerie, la Hennerie, Logrie, Bavent, Raumont, la Fovellerie, Hôtel au Bouleur.
| Sainte-Marguerite-d'Elle, Moon-sur-Elle (par un angle) | Sainte-Marguerite-d'Elle | Sainte-Marguerite-d'Elle |
| Saint-Clair-sur-l'Elle                                 | Saint-Jean-de-Savigny    | Cerisy-la-Forêt          |
| Saint-Clair-sur-l'Elle, Couvains                       | Couvains                 | Couvains                 |

### Hydrographie
La commune est située dans le bassin Seine-Normandie. Elle est drainée par l'Elle, le ruisseau de Branche, le cours d'eau 01 d'Aubraine, le cours d'eau 01 de la Tanerie, le cours d'eau 16 de la Vallée, le ruisseau de Raumont Daubraine et un autre petit cours d'eau,.
L'Elle, d'une longueur de 32 km, prend sa source dans la commune de Saint-Germain-d'Elle et se jette  dans la Vire à Isigny-sur-Mer, après avoir traversé onze communes. Les caractéristiques hydrologiques de l'Elle sont données par la station hydrologique située sur la commune. Le débit moyen mensuel est de 0,683 m3/s. Le débit moyen journalier maximum est de 7,85 m3/s, atteint lors de la crue du 26 décembre 1999. Le débit instantané maximal est quant à lui de 10 m3/s, atteint le 19 janvier 1995.

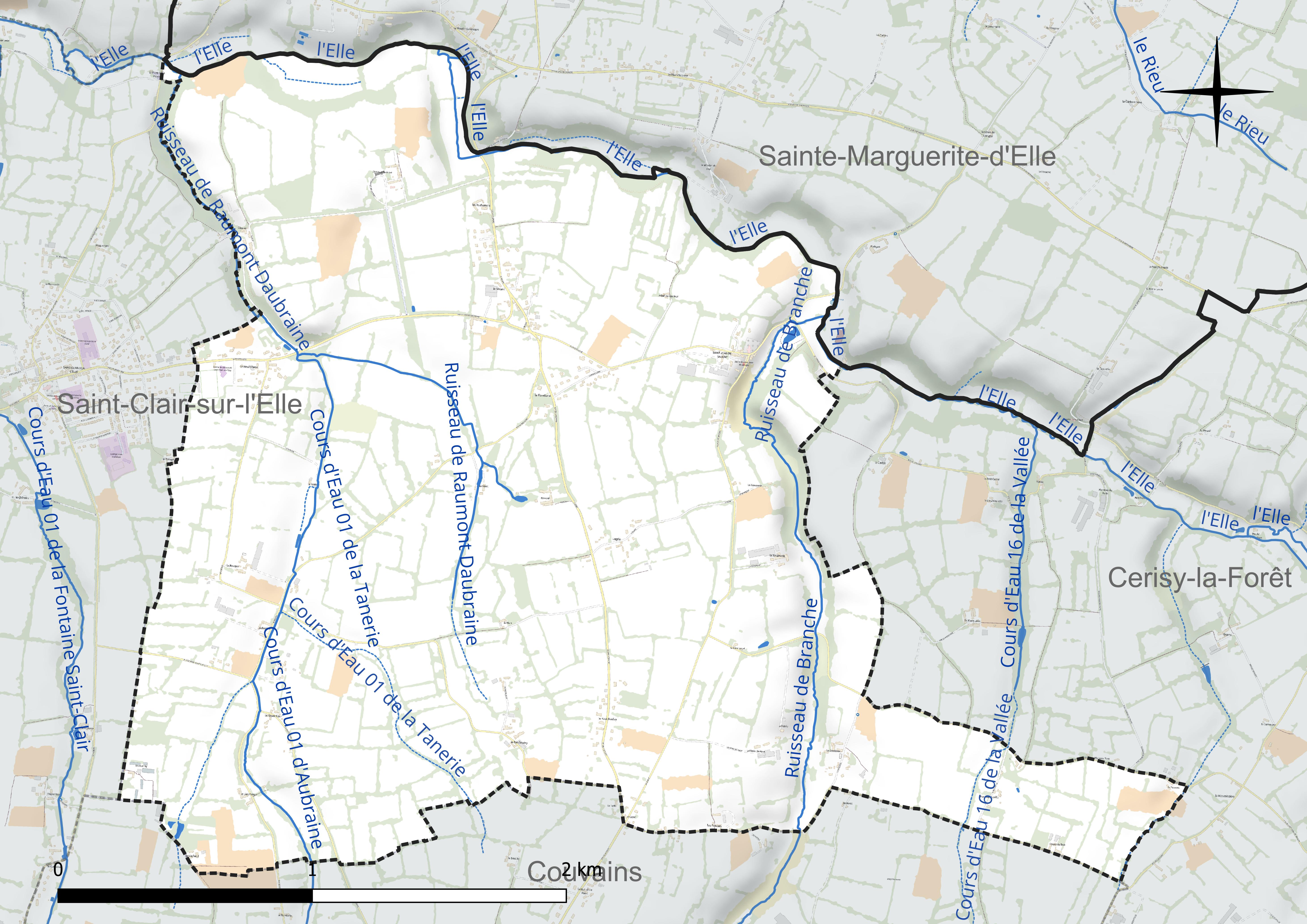
Réseau hydrographique de Saint-Jean-de-Savigny.

### Climat
Pour des articles plus généraux, voir Climat de la Normandie et Climat de la Manche.
En 2010, le climat de la commune est de type climat océanique franc, selon une étude du CNRS s'appuyant sur une série de données couvrant la période 1971-2000. En 2020, Météo-France publie une typologie des climats de la France métropolitaine dans laquelle la commune est exposée à un climat océanique et est dans la région climatique  Normandie (Cotentin, Orne), caractérisée par une pluviométrie relativement élevée (850 mm/a) et un été frais (15,5 °C) et venté. Parallèlement le GIEC normand, un groupe régional d’experts sur le climat, différencie quant à lui, dans une étude de 2020, trois grands types de climats pour la région Normandie, nuancés à une échelle plus fine par les facteurs géographiques locaux. La commune est, selon ce zonage, exposée à un « climat maritime », correspondant au Cotentin et à l'ouest du département de la Manche, frais, humide et pluvieux, où les contrastes pluviométrique et thermique sont parfois très prononcés en quelques kilomètres quand le relief est marqué.
Pour la période 1971-2000, la température annuelle moyenne est de 10,8 °C, avec une amplitude thermique annuelle de 11,4 °C. Le cumul annuel moyen de précipitations est de 865 mm, avec 14 jours de précipitations en janvier et 7,7 jours en juillet. Pour la période 1991-2020, la température moyenne annuelle observée sur la station météorologique la plus proche, située sur la commune de Balleroy-sur-Drôme à 11 km à vol d'oiseau, est de 11,2 °C et le cumul annuel moyen de précipitations est de 924,3 mm,. Pour l'avenir, les paramètres climatiques de la commune estimés pour 2050 selon différents scénarios d’émission de gaz à effet de serre sont consultables sur un site dédié publié par Météo-France en novembre 2022.

## Urbanisme

### Typologie
Au 1er janvier 2024, Saint-Jean-de-Savigny est catégorisée commune rurale à habitat dispersé, selon la nouvelle grille communale de densité à sept niveaux définie par l'Insee en 2022.
Elle est située hors unité urbaine. Par ailleurs la commune fait partie de l'aire d'attraction de Saint-Lô, dont elle est une commune de la couronne,. Cette aire, qui regroupe 63 communes, est catégorisée dans les aires de 50 000 à moins de 200 000 habitants,.

### Occupation des sols
L'occupation des sols de la commune, telle qu'elle ressort de la base de données européenne d’occupation biophysique des sols Corine Land Cover (CLC), est marquée par l'importance des territoires agricoles (99 % en 2018), une proportion sensiblement équivalente à celle de 1990 (99,3 %). La répartition détaillée en 2018 est la suivante : prairies (68,3 %), terres arables (30,7 %), zones urbanisées (1 %). L'évolution de l’occupation des sols de la commune et de ses infrastructures peut être observée sur les différentes représentations cartographiques du territoire : la carte de Cassini (XVIIIe siècle), la carte d'état-major (1820-1866) et les cartes ou photos aériennes de l'IGN pour la période actuelle (1950 à aujourd'hui).

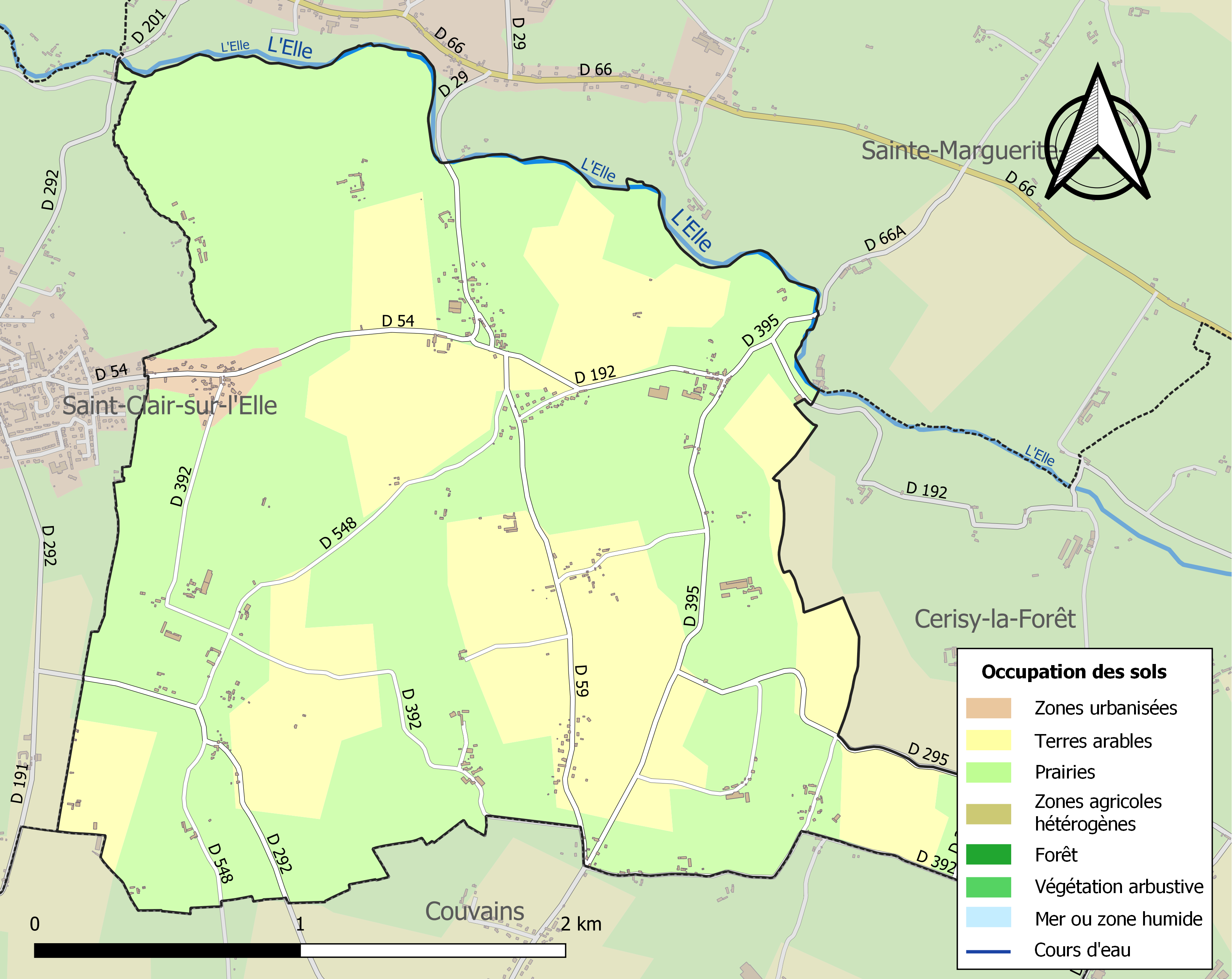
Carte des infrastructures et de l'occupation des sols de la commune en 2018 (CLC).

## Toponymie
Le nom de la commune est attesté en 1273 sous la forme Sancti Johannis de Savigneo.
La paroisse et son église sont dédiées à Jean le Baptiste.
Son nom antique serait Saviniacum, c'est-à-dire le domaine de Sa(v/b)inus (-acum est une marque territoriale).

### Micro-toponymie
Le nom de l'ancienne commune de Clouay est attesté en 1254 sous les formes de Cloeio en 1254 et de Cloeyo en 1350. Il a une origine germanique, « domaine de Hlodo » (avec suffixe en -acum).
Les lieux Bas-Boulay et Haut-Boulay se poursuivent au sud sur Couvains avec le hameau Boulay. Cela indique généralement un ancien bois de bouleaux, qui se dit boulai en langue d'oil.
Les noms en Y-ère, Y-erie, les Y ou Hôtel/Maison Y désignent des structures plus récentes, qui étaient à l'origine la ferme de la famille Y. Boutellerie = ferme des Boutel ; Hôtel Cocquet = ferme des Cocquet ; Fétrie = ferme des Fétre ; Hameau Lorillu = ferme des Lorillu ; Totainerie = ferme des Totain (nom d'origine nordique) ; Hennerie = ferme des Henne (nom d'origine nordique) ; Logrie = ferme des Logre ou Ogre ; Fovellerie = ferme des Fovelle ; Hôtel au Bouleur = ferme des Bouleur ; les Duchemins = ferme des Duchemins.
Le gentilé est Savignais.

## Histoire
La chapelle de la Gloire (édifiée à la suite d'une légende) entraîne la formation d'un village et la création d'une paroisse.
En 1812, Saint-Jean-de-Savigny (546 habitants en 1806) absorbe Clouay (119 habitants) au nord-ouest de son territoire.

## Politique et administration
| Période                                  | Période   | Identité                        | Étiquette | Qualité                                                  |
| ---------------------------------------- | --------- | ------------------------------- | --------- | -------------------------------------------------------- |
| 1904                                     | 1947      | Edmond Lavieille                |           |                                                          |
| 1947                                     | 1989      | G. Leprevost de la Moissonnière | DVD       | Conseiller général                                       |
| 1989                                     | 2000      | Hubert Lavieille                |           |                                                          |
| 2000                                     | mars 2008 | Daniel Maurouard                | SE        |                                                          |
| mars 2008                                | mai 2020  | Gilbert Bataille                | SE        | Chef de chantier                                         |
| mai 2020                                 | En cours  | Emmanuel Lunel                  | SE        | Ancien sous-marinier, chargé de l’organisation d'une CLI |
| Les données manquantes sont à compléter. |           |                                 |           |                                                          |

Le conseil municipal est composé de onze membres dont le maire et deux adjoints.

## Démographie
L'évolution du nombre d'habitants est connue à travers les recensements de la population effectués dans la commune depuis 1793. Pour les communes de moins de 10 000 habitants, une enquête de recensement portant sur toute la population est réalisée tous les cinq ans, les populations de référence des années intermédiaires étant quant à elles estimées par interpolation ou extrapolation. Pour la commune, le premier recensement exhaustif entrant dans le cadre du nouveau dispositif a été réalisé en 2006.
En 2022, la commune comptait 422 habitants, en évolution de −3,65 % par rapport à 2016 (Manche : −0,31 %, France hors Mayotte : +2,11 %).
Saint-Jean-de-Savigny a compté jusqu'à 656 habitants en 1821, mais les deux communes de Saint-Jean-de-Savigny et de Clouay en totalisaient 665 en 1806.
| 1793 | 1800 | 1806 | 1821 | 1831 | 1836 | 1841 | 1846 | 1851 |
| ---- | ---- | ---- | ---- | ---- | ---- | ---- | ---- | ---- |
| 445  | 521  | 546  | 656  | 604  | 648  | 548  | 604  | 585  |

| 1856 | 1861 | 1866 | 1872 | 1876 | 1881 | 1886 | 1891 | 1896 |
| ---- | ---- | ---- | ---- | ---- | ---- | ---- | ---- | ---- |
| 538  | 561  | 532  | 487  | 510  | 502  | 506  | 489  | 502  |

| 1901 | 1906 | 1911 | 1921 | 1926 | 1931 | 1936 | 1946 | 1954 |
| ---- | ---- | ---- | ---- | ---- | ---- | ---- | ---- | ---- |
| 482  | 439  | 433  | 379  | 389  | 411  | 368  | 350  | 370  |

| 1962 | 1968 | 1975 | 1982 | 1990 | 1999 | 2006 | 2011 | 2016 |
| ---- | ---- | ---- | ---- | ---- | ---- | ---- | ---- | ---- |
| 366  | 342  | 294  | 323  | 315  | 278  | 336  | 393  | 438  |

| 2021 | 2022 | - | - | - | - | - | - | - |
| ---- | ---- | - | - | - | - | - | - | - |
| 431  | 422  | - | - | - | - | - | - | - |

| 1793 | 1800 | 1806 |
| ---- | ---- | ---- |
| 65   | 108  | 119  |

## Économie
La commune se situe dans la zone géographique des appellations d'origine protégée (AOP) Beurre d'Isigny et Crème d'Isigny.
Depuis 1947, il existe l'entreprise Legiret, serrurerie-métallerie, ainsi que Le Goemonier, râteau de ramassage des algues pour le nettoyage de plage.

## Lieux et monuments

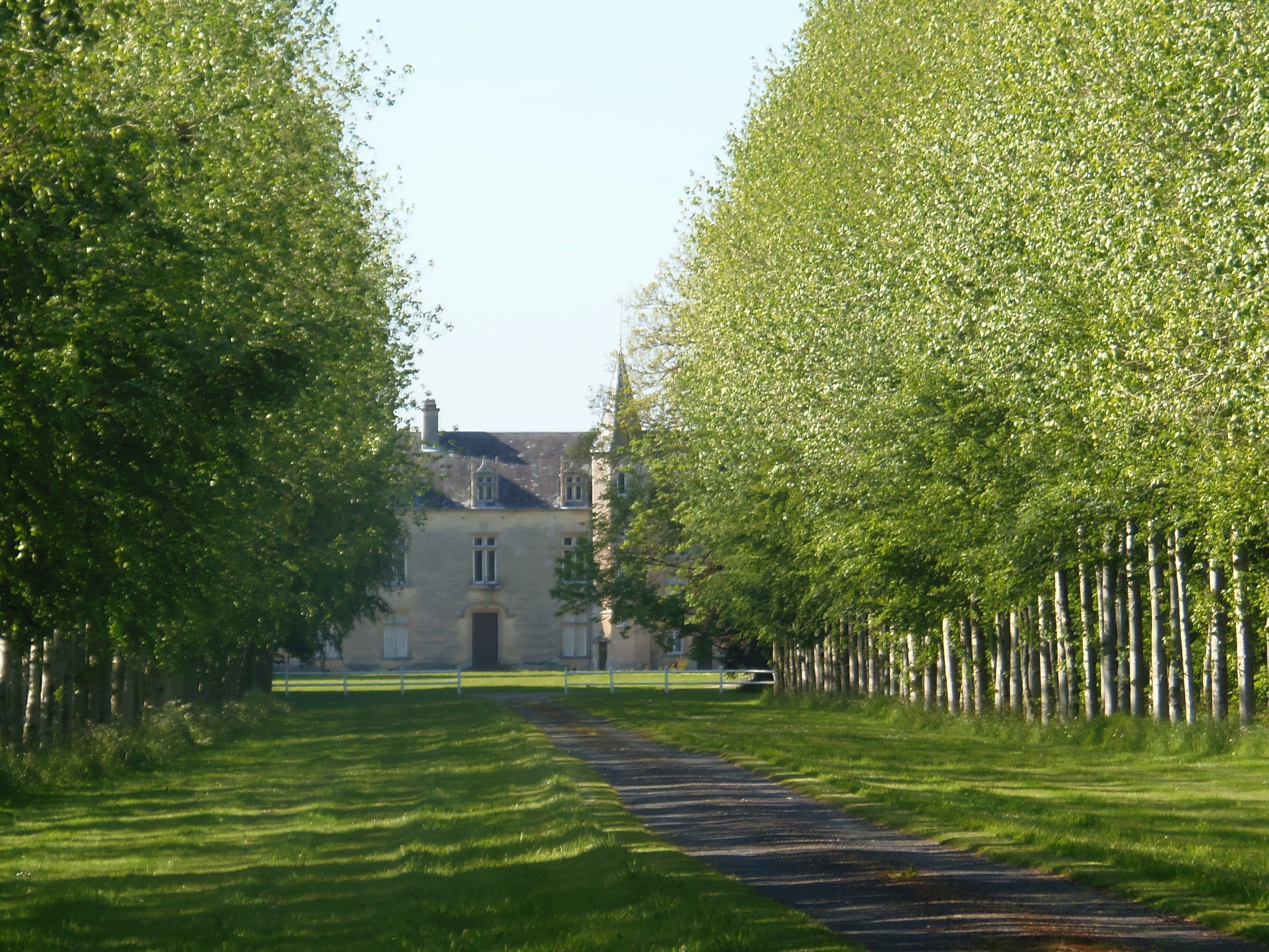
Le château de Rochefort.

- Mur du souvenir en lien avec la Seconde Guerre mondiale, inauguré le 13 septembre 1997 en présence d'unités des 115e et 116e régiments de la 29e division d'infanterie US qui ont libérés la commune le 13 juin 1944 après deux jours de combats.
- Église Saint-Jean-Baptiste néogothique du XIXe siècle. Elle abrite des fonts baptismaux du XVIe, une statue de saint Jean Baptiste et l'agneau du XVIIIe, une verrière du XXe de Gabriel Loire[31].
- Ancienne église de Clouay (XVIIIe siècle) devenue la chapelle du château de Rochefort.
- Château de Rochefort (XVIe – XXe siècles). Les Allemands avaient commencé à installer dans l'allée du château une plateforme de tir de missile V2.
- Vestiges d'un oppidum des Baïocasses au Grand Câtel, reconnu par l'historien Paul-Marie Duval, spécialiste de la Gaule. Il en subsiste des vestiges de remparts à parement de pierre[31].

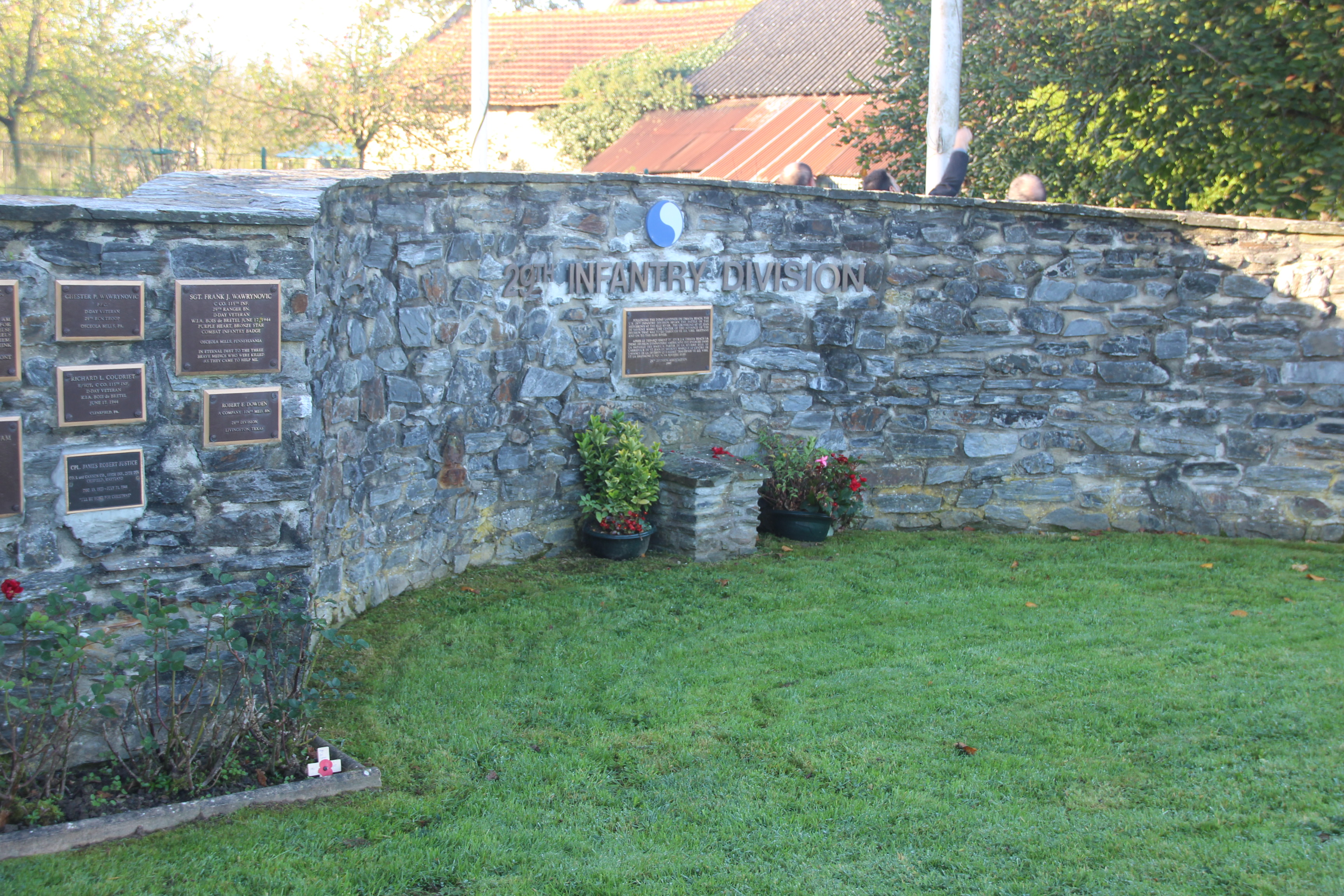
Le mur du souvenir.

- Lavoir.